# 唐·菲茨帕特里克
唐恩·費茲派崔克（英語：Dawn Fitzpatrick）是一名來自纽约的投資銀行家與财务总监，她在索羅斯基金管理公司擔任对冲基金經理人也是投資長兼任首席执行官。

## 經歷
她是來自紐約的第二代愛爾蘭裔美國人，父母的祖先源自基尔肯尼與科克。她在1989到1991年於宾夕法尼亚大学曾參與過田賽和徑賽。她已婚而且有3個小孩。